# Hypophysärer Zwergwuchs beim Hund
Der hypophysäre Zwergwuchs beim Hund,  proportionierte Minderwuchs oder kongenitale Hyposomatotropismus ist eine Erkrankung, die durch fehlerhafte Zelldifferenzierung in der Hypophyse mit Bildung von Zysten ausgelöst wird und der ein genetischer Defekt zu Grunde liegt. Dadurch kommt es zu einer Mangel an Wachstumshormon, häufig ist auch die Sekretion anderer hypophysärer Hormone wie TSH, Gonadotropin und Prolaktin vermindert. Die Erkrankung tritt gehäuft beim Deutschen Schäferhund und verwandten Rassen, beim Karelischen Bärenhund und beim Tibet-Terrier auf. 

## Klinisches Bild
Klinisch tritt die Erkrankung im Alter von drei bis fünf Lebensmonaten zutage. Im Gegensatz zum reinen Schilddrüsenhormonmangel (Hypothyreose) bleiben die Junghunde zwar im Wachstum zurück, aber normal proportioniert. Im weiteren Verlauf fehlt zunächst das Deckhaar („Welpenfell“), später tritt Haarverlust (Alopezie), Hyperpigmentierung und Hautatrophie auf. Das Allgemeinbefinden ist zunächst ungestört, mit 1 bis 2 Jahren ist auch dieses gestört. Die Lebenserwartung ist deutlich reduziert.
Die Diagnose erfolgt durch einen Stimulationstest mittels Growth hormone releasing hormon (GHRH, Somatoliberin). Dabei wird der Wachstumshormon-Basalwert und in den 90 Minuten nach der Injektion von GHRH mehrmals die Wachstumshormonmenge im But bestimmt. Alternativ können zur Stimulation Ghrelin oder α2-Adrenerge Medikamente wie Clonidin und Xylazin verwendet werden. Auch die Bestimmung von  Insulinähnlichem Wachstumsfaktor 1 kann zur Diagnostik herangezogen werden.

## Behandlung
Zur Behandlung kann Wachstumshormon verabreicht werden. Hierbei wurde vorzugsweise Wachstumshormon von Schweinen eingesetzt, weil es die gleiche Aminosäuresequenz die das von Hunden hat, allerdings ist es nicht mehr erhältlich. Rekombinantes humanes Wachstumshormon führt häufig zu Antikörperbildung und damit zum Nachlassen Wirkung. Die gleichzeitige Verabreichung von Thyroxin ist sinnvoll, da es häufig ebenfalls vermindert ist und Thyroxin und Wachstumshormon synergistische Wirkungen haben. Auch Medroxyprogesteron kann verabreicht werden, da es die Bildung von Wachstumshormon in der Milchdrüse anregt. Trotz Behandlung wird das Körperwachstum aber kaum gesteigert, die Fellveränderung lassen sich aber verhindern und das Allgemeinbefinden verbessern.

## Zuchthygiene
Auslöser ist ein Defekt des LHX3-Gens. Der Defekt wird autosomal-rezessive vererbt, tritt also bei Verpaarungen auf, bei denen beide Elterntiere Träger sind. Elterntiere von Würfen mit hypophysären Zwergwuchs sollten daher aus der Zucht ausgeschlossen werden.